# Gabriel Péri
Gabriel Péri (dawniej Gabriel Péri – Asnières – Gennevilliers) – stacja linii 13 metra w Paryżu. Stacja znajduje się w gminach Asnières-sur-Seine i Gennevilliers. Została otwarta 3 maja 1980 roku.